# Бамія їстівна
Бамія їстівна (Abelmoschus esculentus) — однорічна трав'яна рослина роду бамія (Abelmoschus) родини мальвових (Malvaceae), що вирощується людиною як овочева культура. Інші назви бамії — гібіск їстівний, окра, ґомбо, баня.

## Морфологічна характеристика
Стебло — товсте та гіллясте, дерев'яніюче, покрите волосками. Листки — опущені, витягнуті черешкові, світло- чи темно-зелені, доволі великі, п'яти — семилопатеві. Квітки — поодинокі, великі, двостатеві, жовтувато-кремового кольору, розміщені в листкових пазухах на коротких запушених плодоніжках. У листкових пазухах формуються плоди у вигляді 4-8-гранних коробочок, в яких міститься насіння.
Коробочки бамії ростуть у пазухах листків та подібні до зелених плодів гострого перцю. Їх збирають недозрілими за довжини 5-7 см. Молоді та видовжені коробочки покриті тонким ворсом, перед уживанням його треба видалити, протерши серветкою. Зібрані плоди бамії не можна довго зберігати, вони швидко в'януть та дерев'яніють. Маса 1000 насінин до 15 г.

## Сорти бамії
Вирощують кілька сортів цієї рослини: Діброва, Сопілка, Жіночі пальці, Білий оксамит, Бомбей, Юнона і Біла циліндрична бамія.

## Поширення та середовище існування
Батьківщиною бамії є тропічна Африка, в дикому стані збереглася на Антильських островах. Розповсюджена в країнах Південної Європи, в Америці, Африці та Азії. Висота рослини — від 30-40 см (карликові форми) до 2 м (високорослі форми).
В Україні бамію їстівну вирощують у південних степових районах. Її посіви розміщують насамперед на городах або зрошуваних ділянках. Вона може рости на будь-яких ґрунтах, крім перезволожених, з близьким заляганням підґрунтових вод. На важких холодних ґрунтах дає низький урожай. Найкраще бамія росте на добре освітлених ділянках з легким (супіщаним) родючим дренованим ґрунтом, багатим на органічні речовини.
За іншими джерелами бамію виростити в Середній смузі України у відкритому ґрунті не виходить. Але культивування бамії можливо в кімнатному середовищі.

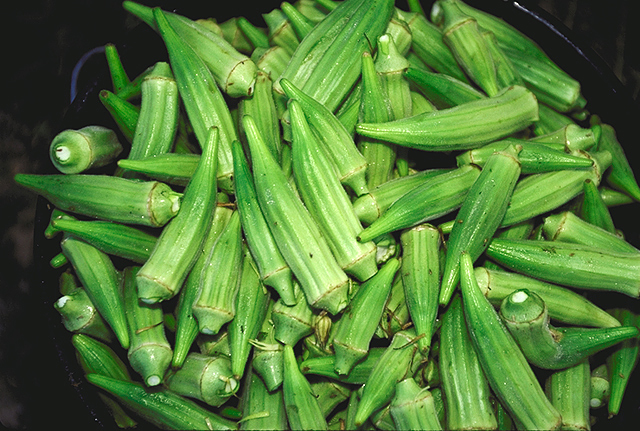
Плоди бамії їстівної

## Практичне використання
Поширена в кухнях країн Чорноморського та Середземноморського басейнів, Азії, Африки, країн Південної та Північної Америки. Після термічної обробки стручки виділяють слиз. Цю властивість використовують при приготуванні густих супів або овочевих страв.
В їжу використовують плоди 3-5-денної зав'язі. Старші плоди в їжу не годяться, вони стають жорсткими та грубими. Вживають свіжими чи відвареними, тушкованими. Стручки бамії використовують при приготування страв із м'яса, особливо птиці.
Великі квіти бамії мають декоративний вигляд, тому рослину вирощують також у садках.

### Харчова цінність та лікувальні властивості
Стручки бамії їстівної містять багато корисних речовин, вітаміни та аскорбінову кислоту. В насінні міститься 20 % олії типу оливкової. Укріплює виснажений організм людини. Стручки бамії містять слизисті речовини, які цінні для людей хворих на виразку дванадцятипалої кишки, гастрит. Відвар з плодів бамії застосовують при лікуванні бронхіту.
Як свідчать історичні дані, бамію вживала Клеопатра. З рослини робили відвари і маски для волосся.

## Галерея

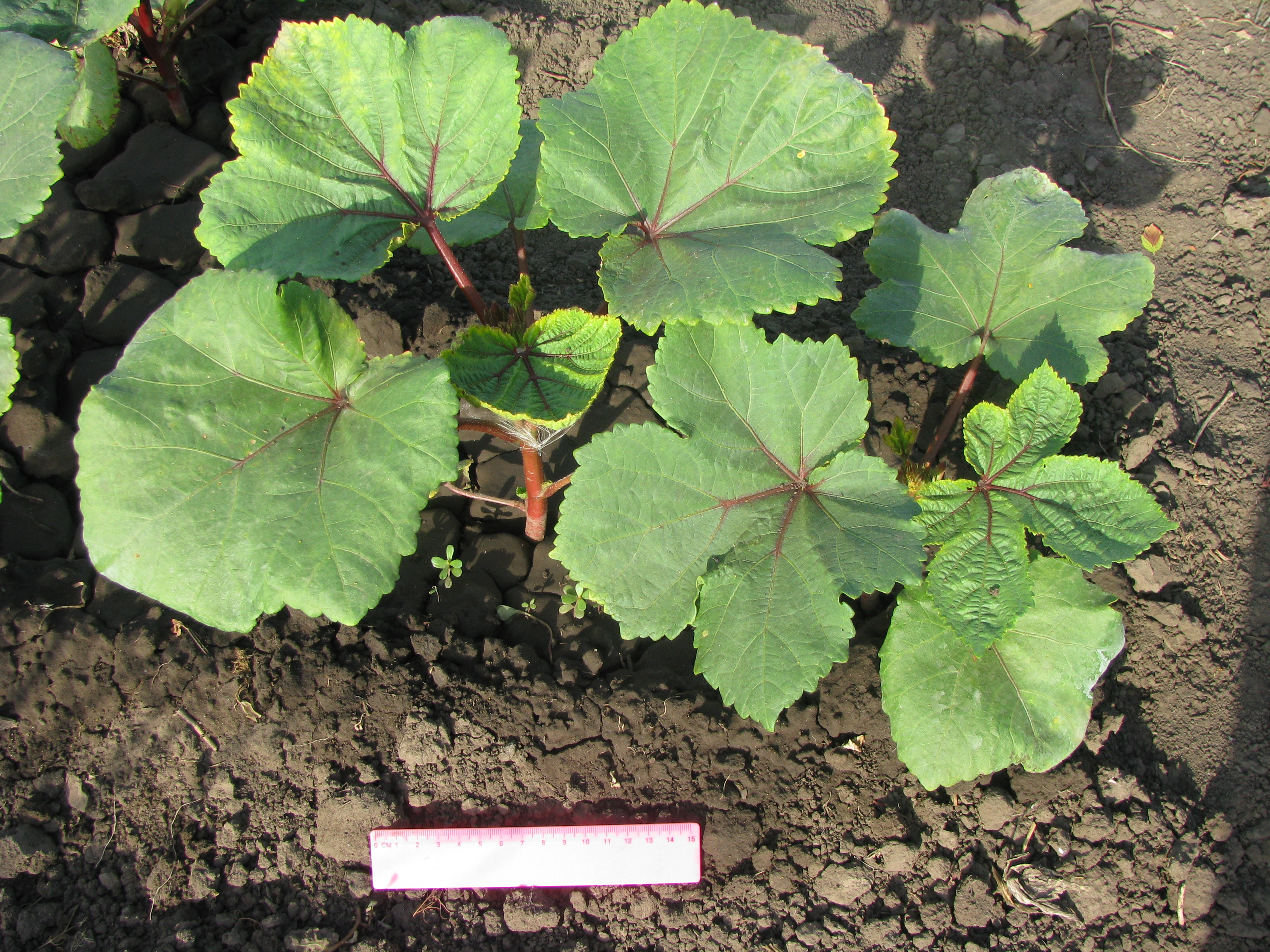
Молоді рослини
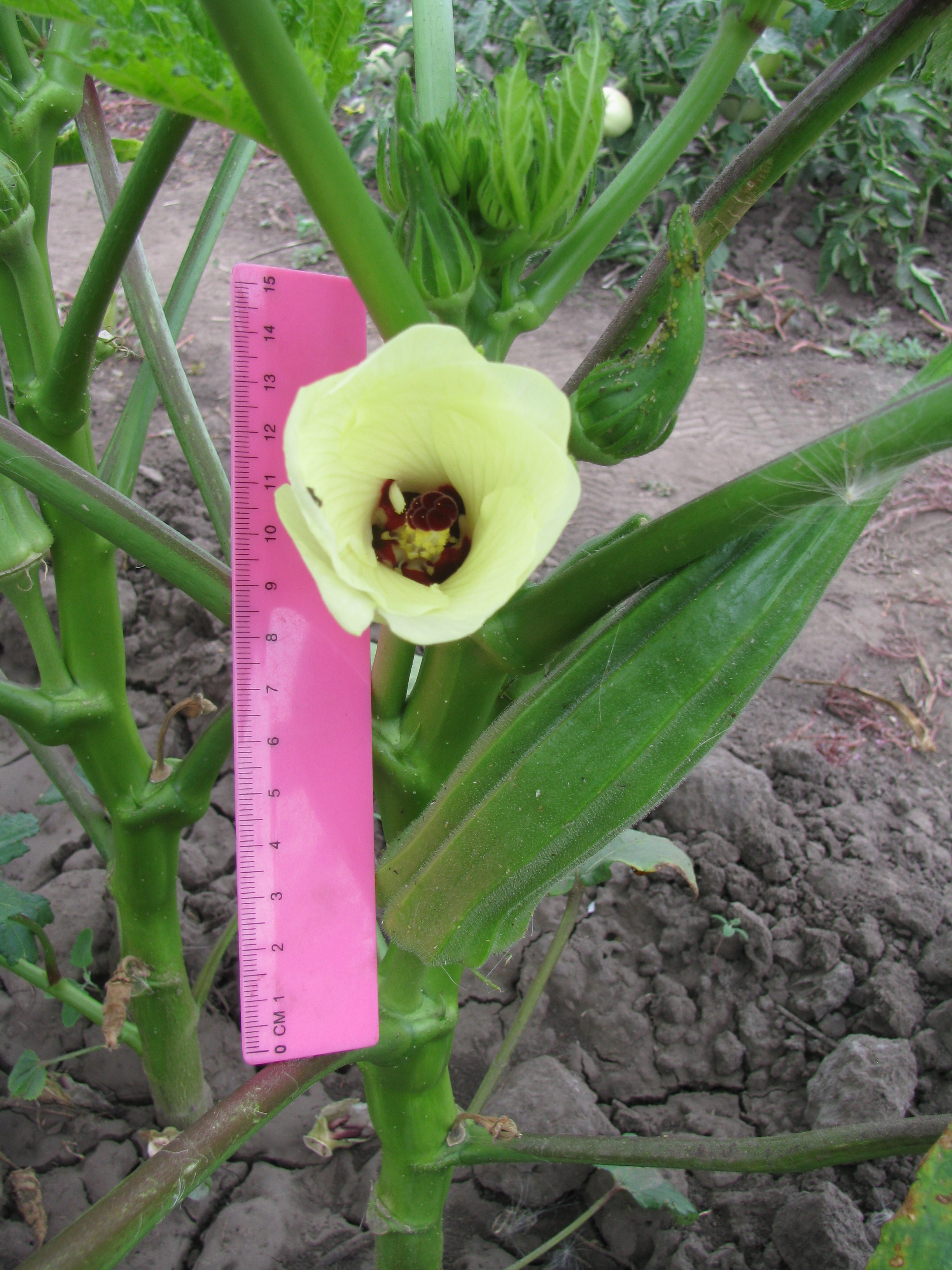
Квітка і молоді плоди
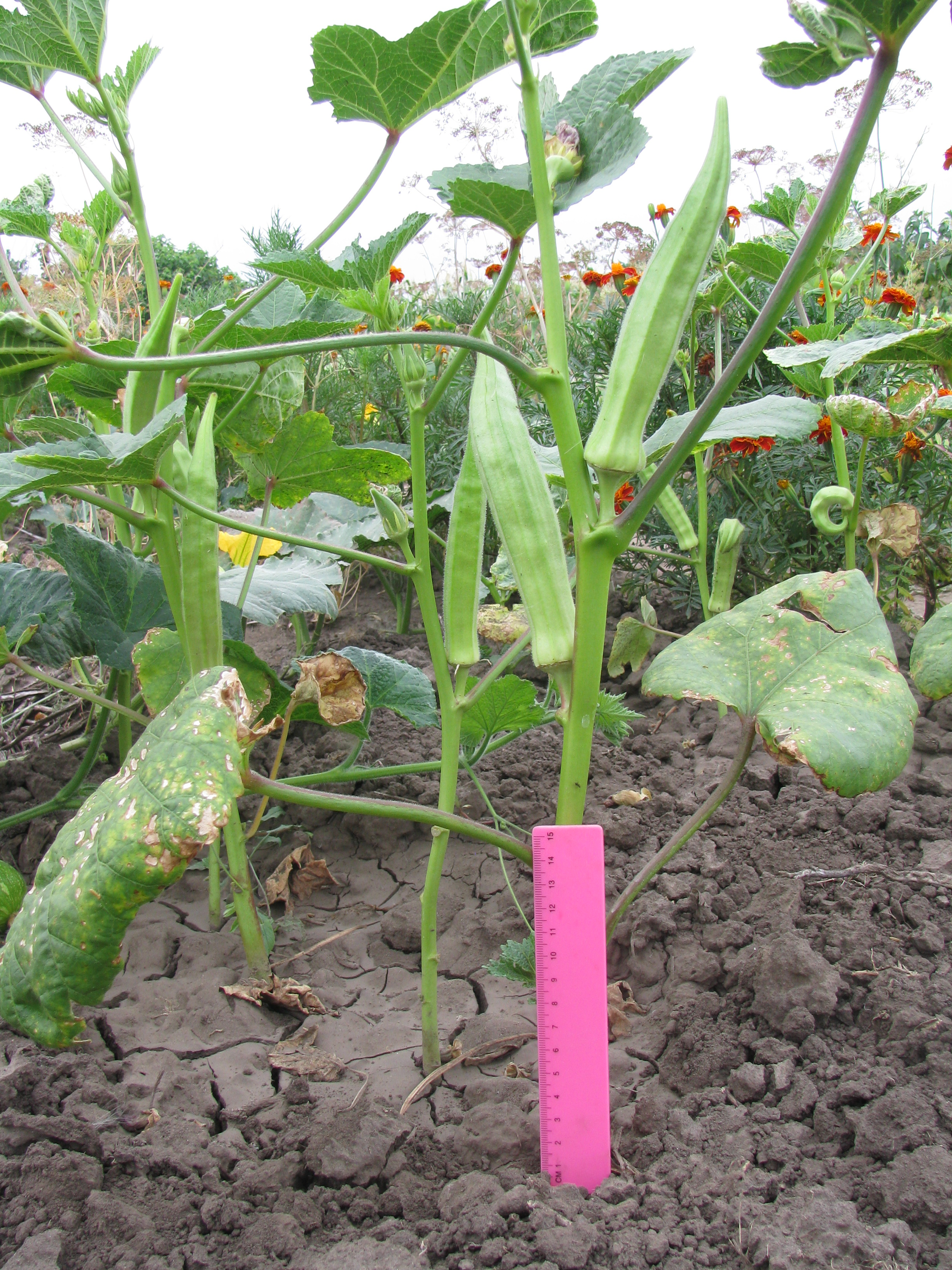
Український сорт Сопілка
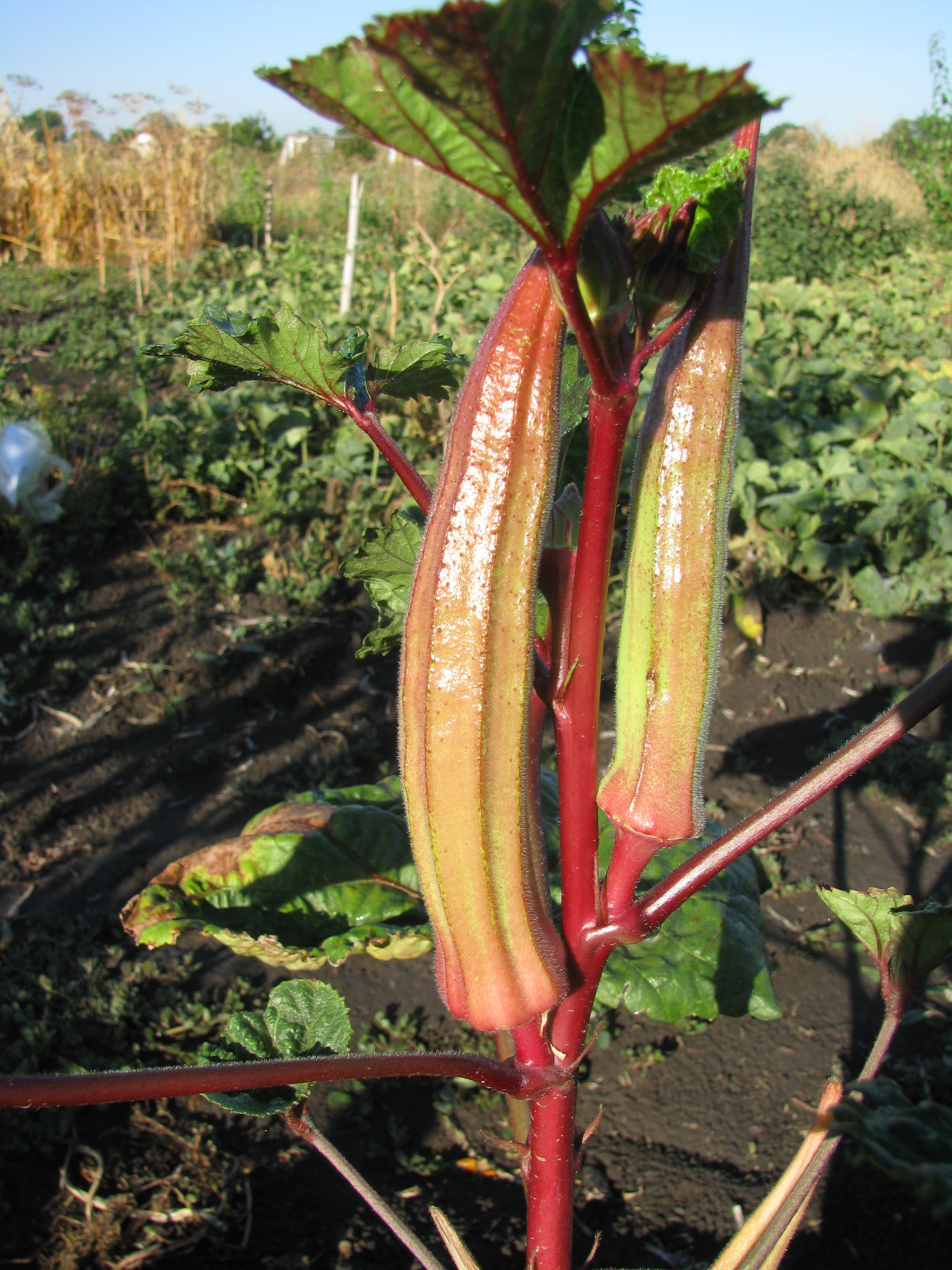
Сорт Bornova (Туреччина) з червоними плодами
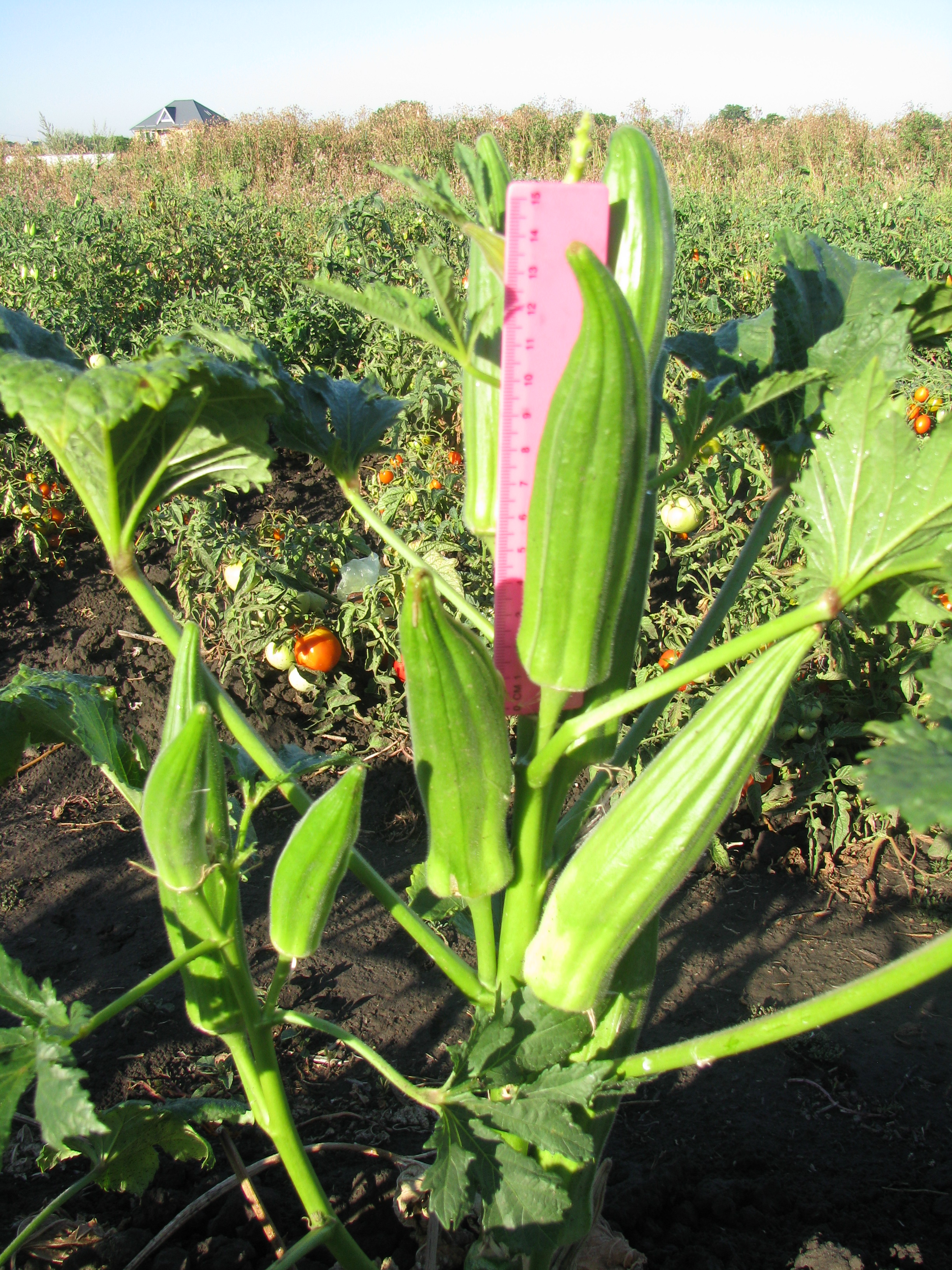
Пізньостиглий сорт Marmara (Туреччина)